# A leglátogatottabb turnék listája

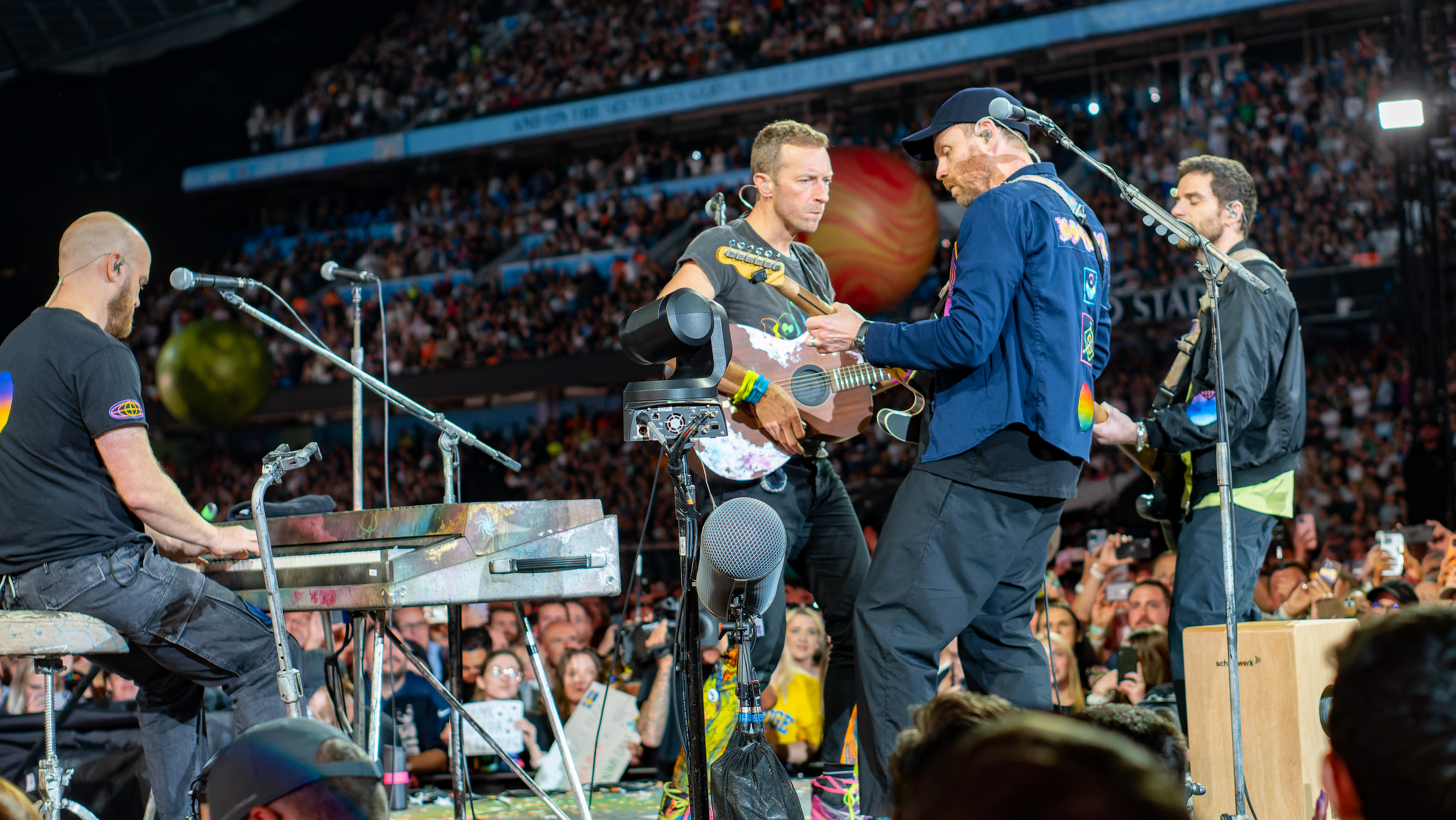
A Coldplay Music of the Spheres World Tourja minden idők leglátogatottabb turnéja, összesen 11,4 millió jegyet adtak el 194 koncertre

Az alábbiakban a leglátogatottabb, legalább 3,5 millió eladott jeggyel rendelkező koncertturnék listája található, ezenfelül a legnagyobb jegyeladással rendelkező turnék évenként, valamint minden idők legkelendőbb turnéi. A látogatók számát gyakran tekintik egy turné sikerének mércéjének. A legtöbb látogatót vonzó turnék azonban a jegyárak miatt nem feltétlenül termelik a legnagyobb nyereséget. A legsikeresebb turnék rangsorát általában a bruttó bevétel alapján állítják össze, nem pedig a látogatók száma alapján.
A Pollstar és a Billboard szolgáltatja a bevételi adatokat, amelyek a turnék kereskedelmi teljesítményét mutató elsődleges értékek. Mivel azonban nem minden koncertet közölnek ezekkel a kiadványokkal, különösen 2000 előttről, az eladott jegyek száma más megbízható források becsléseire alapulhat. A turnék összességében nagyon magas látogatottságot érhetnek el, mivel nagyszámú koncertjeik több naptári évet is felölelhetnek.
A Coldplay Music of the Spheres World Tourja az első olyan turné, amelyre 9, illetve 10 millió jegyet adtak el; ezt a bravúrt a 2022 és 2025 között megrendezett 194 koncert során érték el. Ugyanebben az évben Taylor Swift The Eras Tour turnéja lett az első szóló és női koncertsorozat, amely elérte ezt a mérföldkövet, ezenfelül megdöntötte az egy év alatt legtöbbet látogatott turné rekordját, 2024-ben 5,21 millió látogatóval. A U2 hatszor vezette az éves legtöbb látogatót vonzó turnék listáját, többször, mint bármely más előadó.
Tina Turner, Cher, Madonna, Swift  és Pink az egyetlen olyan női előadók, akiknek 3,5 millió vagy annál több ember által látogatott turnéjuk van. A Pollstar és a Billboard jelentései szerint Taylor Swift az egyetlen nő, aki a legnagyobb látogatottságú turnét produkálta egy évben. Swift tartja minden idők legkelendőbb turnéjának rekordját is: a The Eras Tour (2023–2024) 2023-as amerikai szakaszára összesen 2,4 millió jegyet adtak el egyetlen nap alatt. A Coldplay az egyetlen előadó, aki 24 óra alatt két különböző eseményre is egymillió jegyet adott el: a Music of the Spheres World Tour első és második európai szakaszára.

## A leglátogatottabb koncerturnék

### Több mint 5 millió látogató
| † | A turné jelenleg is tart |

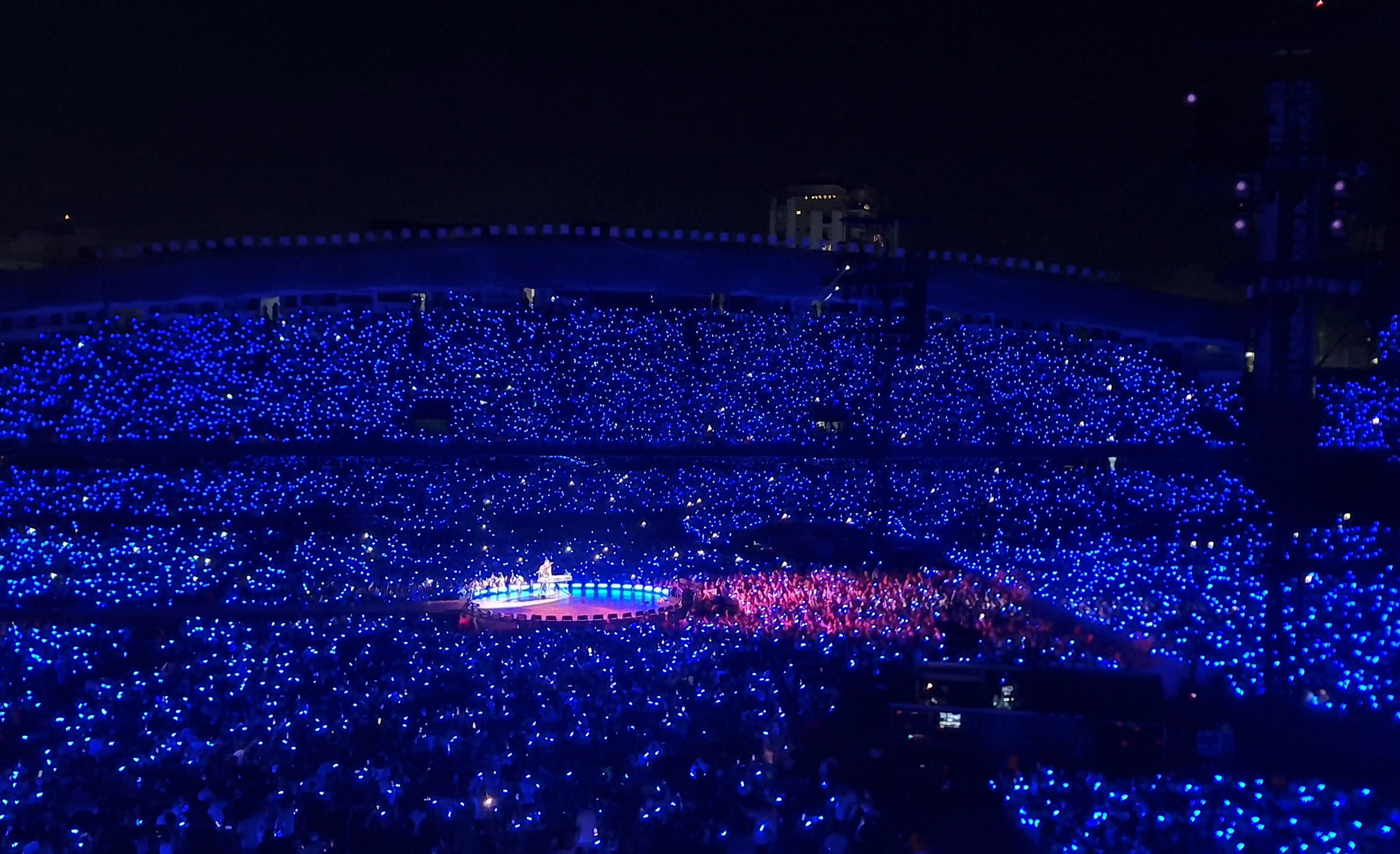
Közönség a Music of the Spheres World Tour egyik brazíliai állomásán
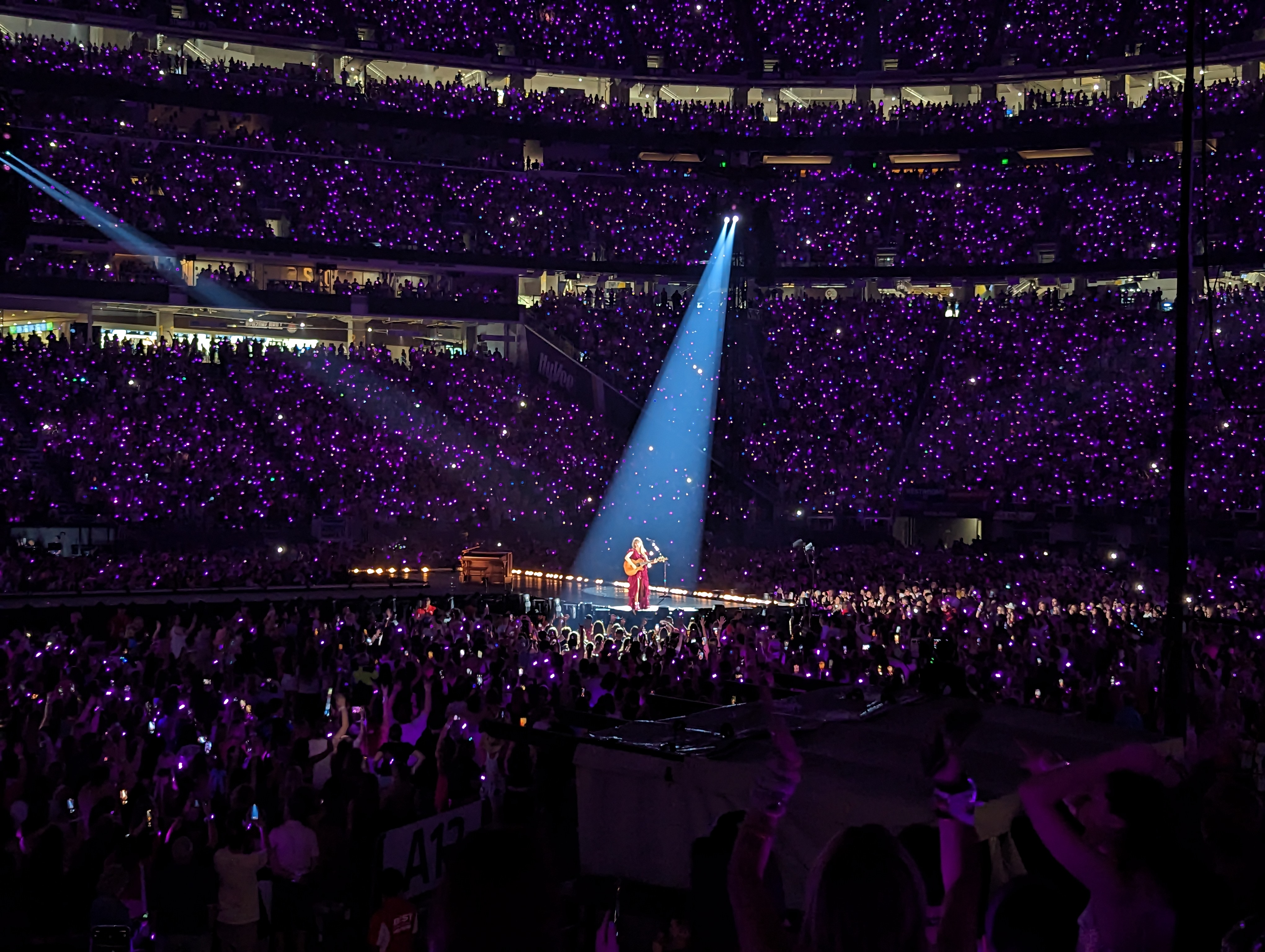
Közönség a The Eras Tour egyik egyesült államokbeli állomásán
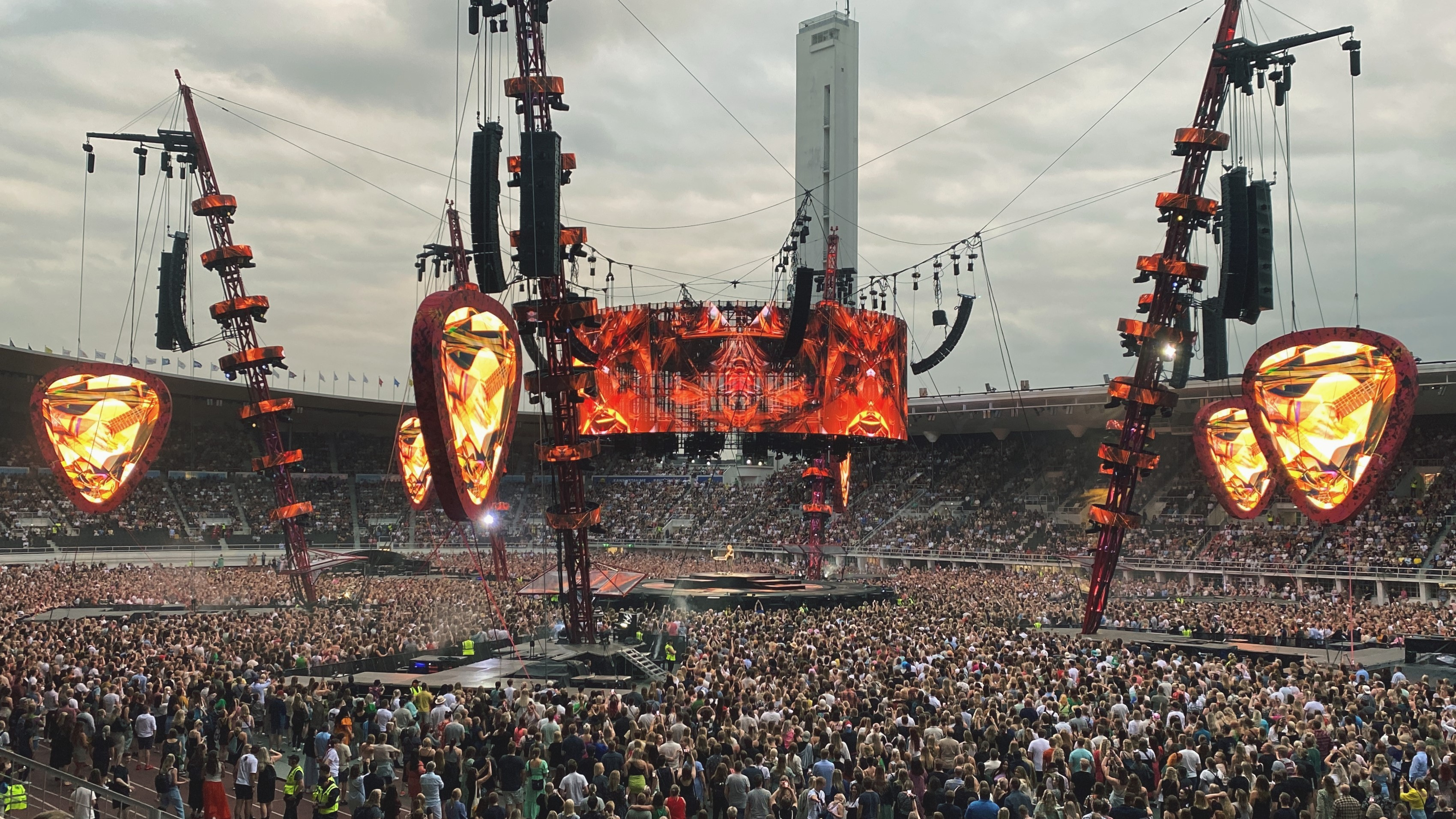
A +-=÷× turné finnországi közönsége

| Év(ek)    | Turné                                   | Előadó                            | Eladott jegyek | Koncertek | For.   |
| --------- | --------------------------------------- | --------------------------------- | -------------- | --------- | ------ |
| 2022–2025 | Music of the Spheres World Tour         | Coldplay                          | 11,4 millió    | 194       | [ 4 ]  |
| 2023–2024 | The Eras Tour                           | Taylor Swift                      | 10,1 millió    | 149       | [ 5 ]  |
| 2017–2019 | ÷ Tour                                  | Ed Sheeran                        | 8,8 millió     | 260       | [ 8 ]  |
| 2009–2011 | U2 360° Tour                            | U2                                | 7,3 millió     | 110       | [ 9 ]  |
| 1991–1993 | Use Your Illusion Tour                  | Guns N’ Roses                     | 7 millió       | 192       | [ 10 ] |
| 1994–1995 | Voodoo Lounge Tour                      | The Rolling Stones                | 6,5 millió     | 129       | [ 12 ] |
| 2014–2017 | The Garth Brooks World Tour (2014–2017) | Garth Brooks                      | 6,3 millió     | 390       | [ 13 ] |
| 2018–2023 | Farewell Yellow Brick Road              | Elton John                        | 6 millió       | 330       | [ 15 ] |
| 1989–1990 | Steel Wheels/Urban Jungle Tour          | The Rolling Stones                | 6 millió       | 115       | [ 16 ] |
| 2019–2024 | Rammstein Stadium Tour                  | Rammstein                         | 6 millió       | 135       | [ 17 ] |
| 2022–2025 | +–=÷× Tour                              | Ed Sheeran                        | 5,8 millió     | 94        | [ 18 ] |
| 1994      | The Division Bell Tour                  | Pink Floyd                        | 5,5 millió     | 112       | [ 19 ] |
| 1996–1998 | The Garth Brooks World Tour (1996–1998) | Garth Brooks                      | 5,5 millió     | 220       | [ 11 ] |
| 2016–2017 | A Head Full of Dreams Tour              | Coldplay                          | 5,38 millió    | 114       | [ 20 ] |
| 2016–2019 | Not in This Lifetime... Tour            | Guns N’ Roses                     | 5,37 millió    | 175       | [ 7 ]  |
| 1992–1993 | Zoo TV Tour                             | U2                                | 5,3 millió     | 157       | [ 21 ] |
| 2023–2025 | 2023–2025 Tour                          | Bruce Springsteen · E Street Band | 5,1 millió     | 98        | [ 22 ] |
| 2021–2025 | Extraterrestrial World Tour             | Joker Xue                         | 5,08 millió    | 145       | [ 23 ] |
| 1984–1985 | Born in the U.S.A. Tour                 | Bruce Springsteen · E Street Band | 5 millió       | 156       | [ 24 ] |
| 2021–2023 | Love On Tour                            | Harry Styles                      | 5 millió       | 169       | [ 25 ] |

### 3,5–4,9 millió látogató

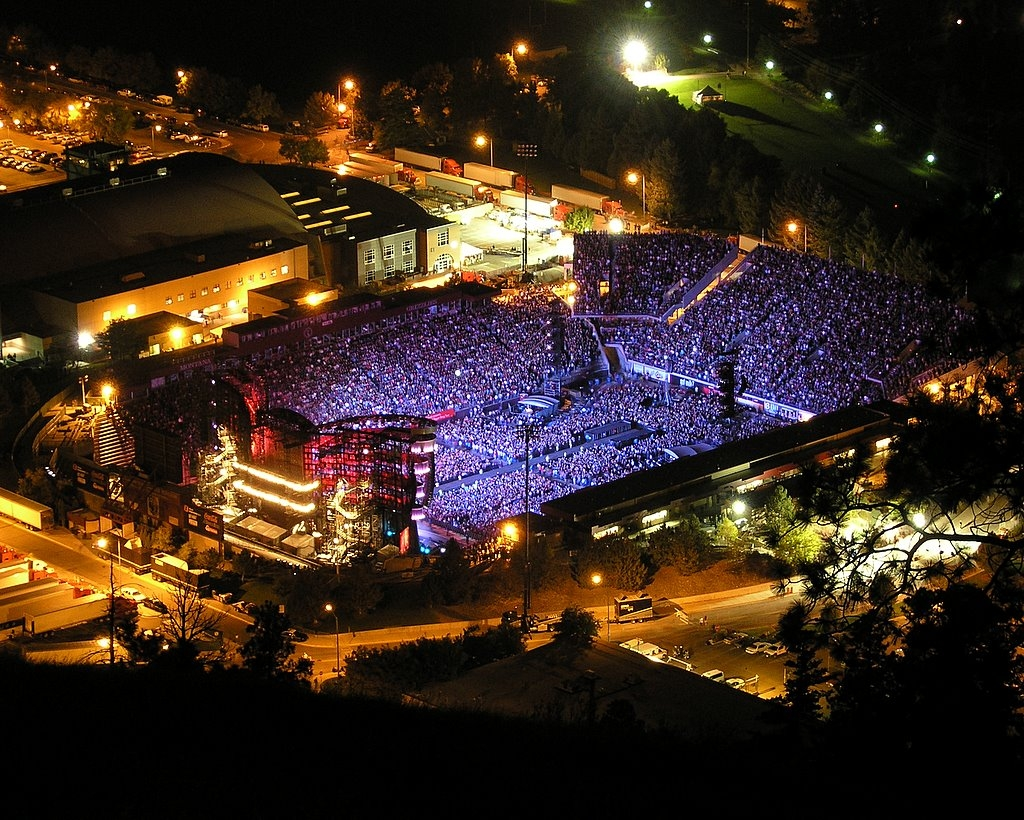
Légi felvétel az A Bigger Bang Tourról az Egyesült Államokban
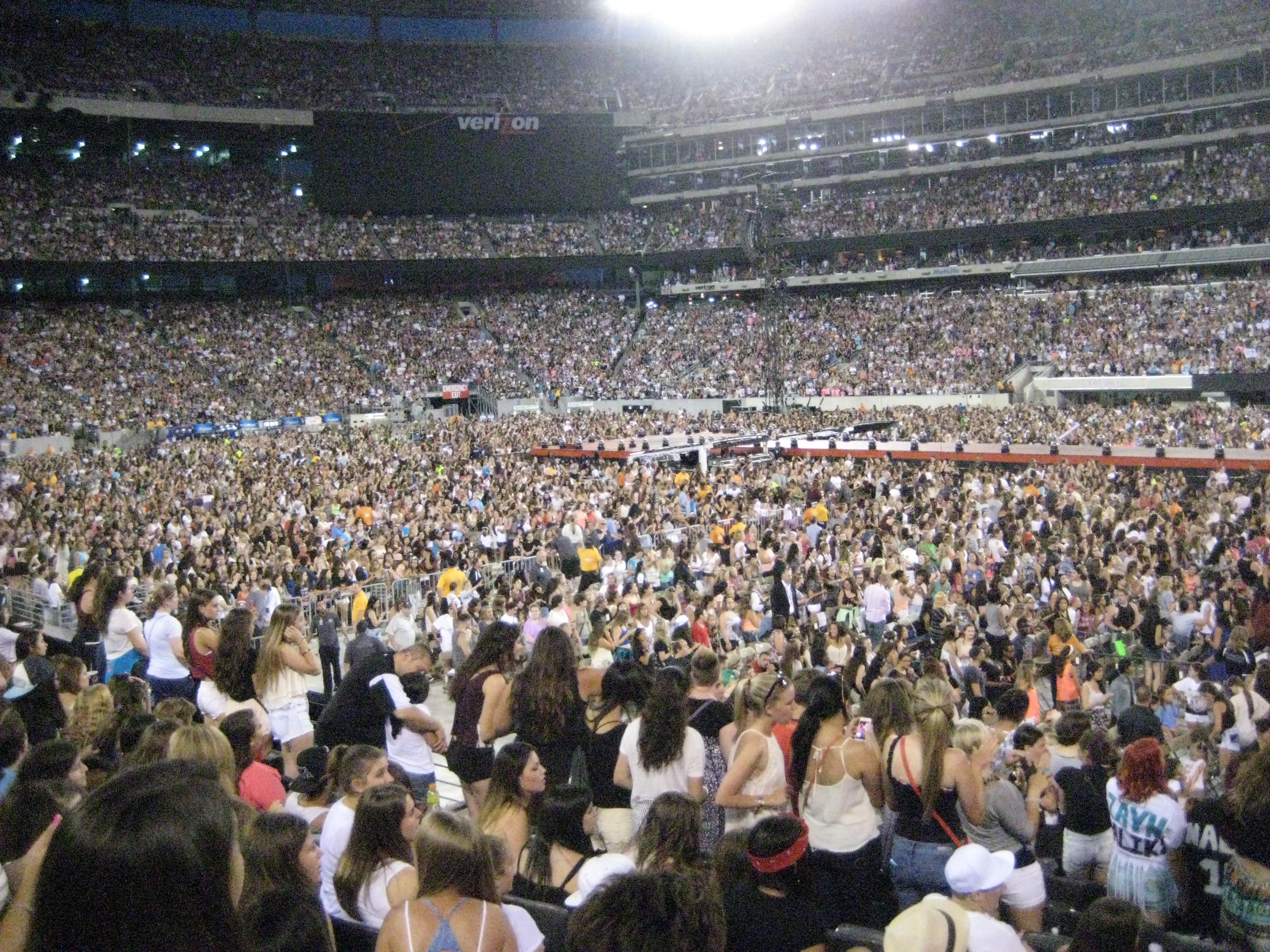
A Where We Are Tour közönsége az Egyesült Államokban

| Év(ek)    | Turné                            | Előadó                            | Eladott jegyek | Koncertek | For.          |
| --------- | -------------------------------- | --------------------------------- | -------------- | --------- | ------------- |
| 2023–2024 | Summer Carnival                  | Pink                              | 4,8 millió     | 97        | [ 26 ]        |
| 1997–1998 | Bridges to Babylon Tour          | The Rolling Stones                | 4,8 millió     | 108       | [ 27 ]        |
| 2008–2010 | Black Ice World Tour             | AC/DC                             | 4,8 millió     | 168       | [ 28 ]        |
| 2005–2007 | A Bigger Bang Tour               | The Rolling Stones                | 4,7 millió     | 147       | [ 11 ]        |
| 2005–2006 | Vertigo Tour                     | U2                                | 4,6 millió     | 131       | [ 29 ]        |
| 1996–1997 | HIStory World Tour               | Michael Jackson                   | 4,5 millió     | 82        | [ 30 ]        |
| 2016–2019 | A Classic Tour                   | Jacky Cheung                      | 4,5 millió     | 233       | [ 31 ]        |
| 1987–1989 | Bad World Tour                   | Michael Jackson                   | 4,4 millió     | 125       | [ 32 ]        |
| 1987–1990 | A Momentary Lapse of Reason Tour | Pink Floyd                        | 4,25 millió    | 198       | [ 33 ]        |
| 2010–2013 | The Wall Live                    | Roger Waters                      | 4,1 millió     | 220       | [ 34 ]        |
| 2016–2019 | WorldWired Tour                  | Metallica                         | 4,1 millió     | 159       | [ 35 ]        |
| 1987–1988 | Break Every Rule World Tour      | Tina Turner                       | 4 millió       | 218       | [ 36 ]        |
| 1997–1998 | PopMart Tour                     | U2                                | 3,9 millió     | 93        | [ 28 ] [ 37 ] |
| 2012–2013 | Wrecking Ball World Tour         | Bruce Springsteen · E Street Band | 3,65 millió    | 127       | [ g ]         |
| 1992–1993 | Dangerous World Tour             | Michael Jackson                   | 3,5 millió     | 69        | [ 40 ]        |
| 2003–2004 | Licks Tour                       | The Rolling Stones                | 3,5 millió     | 117       | [ 11 ]        |
| 2008–2009 | Sticky & Sweet Tour              | Madonna                           | 3,5 millió     | 85        | [ 41 ]        |
| 2014      | Where We Are Tour                | One Direction                     | 3,5 millió     | 69        | [ 43 ]        |
| 2002–2005 | Living Proof: The Farewell Tour  | Cher                              | 3,5 millió     | 325       | [ 28 ]        |

## A leglátogatottabb turnék évenként

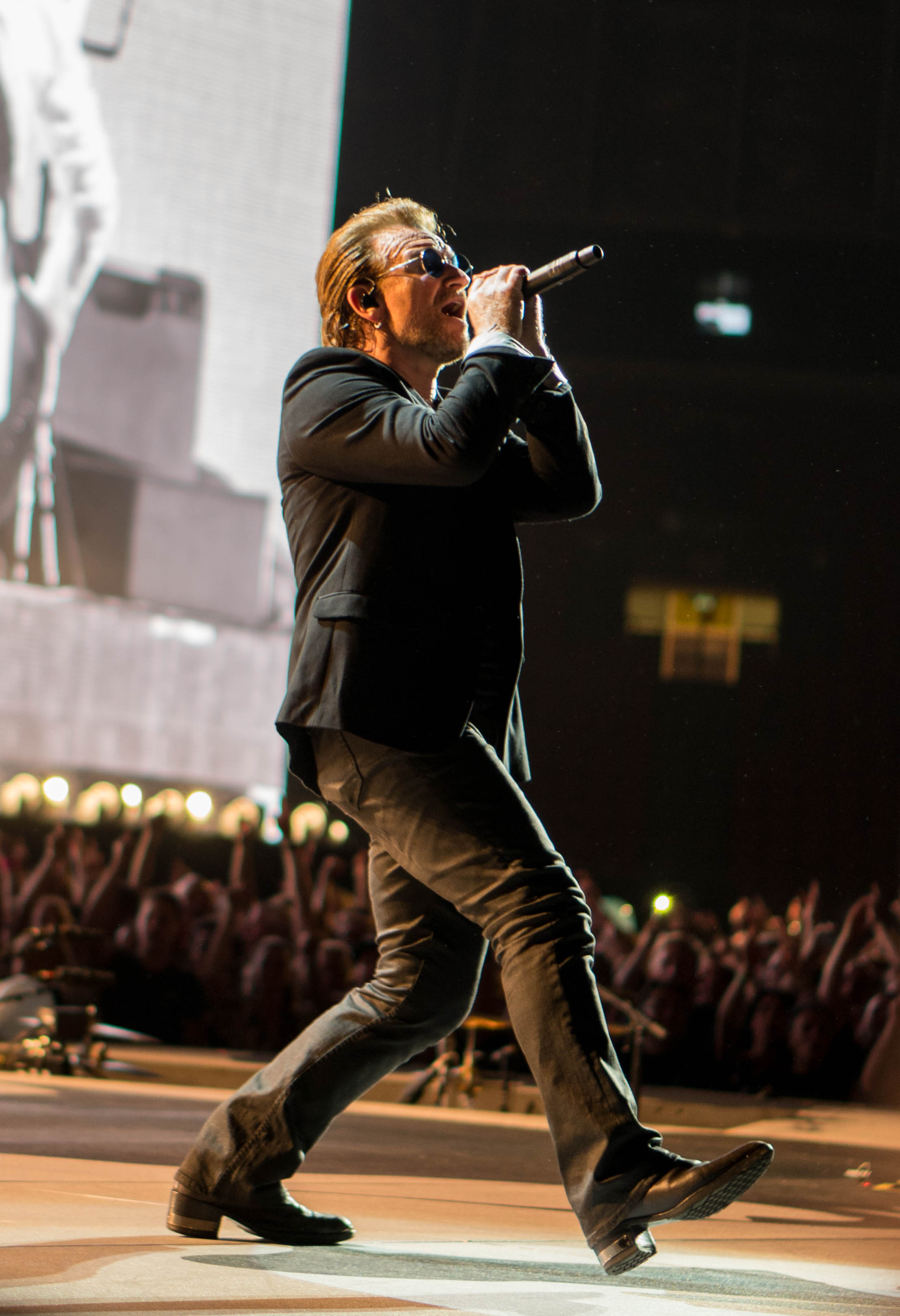
A U2 frontembere, Bono a 2017-es Joshua Tree Touron, amely 1997 óta a hatodik leglátogatottabb turnéjuk a listán

| Év   | Előadó                   | Turné                                | Eladott jegyek | Forrás    | Legnagyobb bevételt hozó turné az évben | For.   |
| ---- | ------------------------ | ------------------------------------ | -------------- | --------- | --------------------------------------- | ------ |
| 1997 | U2                       | PopMart Tour                         | 1,70 millió    | Pollstar  | Igen                                    | [ 45 ] |
| 1999 | ’N Sync                  | NSYNC in Concert                     | 1,80 millió    | Pollstar  | Nem                                     | [ 46 ] |
| 2000 | ’N Sync                  | No Strings Attached Tour             | 1,65 millió    | Pollstar  | Nem                                     | [ 46 ] |
| 2001 | U2                       | Elevation Tour                       | 2,06 millió    | Billboard | Igen                                    | [ 47 ] |
| 2002 | Dave Matthews Band       | Dave Matthews Band 2002 Tour         | 1,35 millió    | Billboard | Nem                                     | [ 48 ] |
| 2003 | The Rolling Stones       | Licks Tour                           | 3,47 millió    | Billboard | Igen                                    | [ 49 ] |
| 2004 | Prince                   | Musicology Live 2004ever             | 1,47 millió    | Billboard | Nem                                     | [ 50 ] |
| 2005 | U2                       | Vertigo Tour                         | 3,00 millió    | Billboard | Igen                                    | [ 51 ] |
| 2006 | The Rolling Stones       | A Bigger Bang Tour                   | 3,50 millió    | Billboard | Igen                                    | [ 52 ] |
| 2007 | The Police               | The Police Reunion Tour              | 1,85 millió    | Billboard | Igen                                    | [ 53 ] |
| 2008 | Bon Jovi                 | Lost Highway Tour                    | 2,15 millió    | Billboard | Nem                                     | [ 54 ] |
| 2009 | U2                       | U2 360° Tour                         | 3,07 millió    | Billboard | Igen                                    | [ 55 ] |
| 2010 | Bon Jovi                 | The Circle Tour                      | 1,90 millió    | Pollstar  | Igen                                    | [ 56 ] |
| 2011 | U2                       | U2 360° Tour                         | 2,88 millió    | Billboard | Igen                                    | [ 57 ] |
| 2012 | Bruce Springsteen        | Wrecking Ball World Tour             | 2,28 millió    | Pollstar  | Nem                                     | [ 38 ] |
| 2013 | Bon Jovi                 | Because We Can                       | 2,65 millió    | Pollstar  | Igen                                    | [ 39 ] |
| 2014 | One Direction            | Where We Are Tour                    | 3,43 millió    | Pollstar  | Igen                                    | [ 58 ] |
| 2015 | One Direction            | On the Road Again Tour               | 2,36 millió    | Pollstar  | Nem                                     | [ 59 ] |
| 2016 | Coldplay                 | A Head Full of Dreams Tour           | 2,67 millió    | Pollstar  | Nem                                     | [ 60 ] |
| 2017 | U2                       | The Joshua Tree Tour 2017            | 2,71 millió    | Pollstar  | Igen                                    | [ 61 ] |
| 2018 | Ed Sheeran               | ÷ Tour                               | 4,86 millió    | Pollstar  | Igen                                    | [ 62 ] |
| 2019 | Ed Sheeran               | ÷ Tour                               | 2,45 millió    | Pollstar  | Nem                                     | [ 63 ] |
| 2020 | Trans-Siberian Orchestra | Christmas Eve and Other Stories Tour | 0,88 millió    | Pollstar  | Nem                                     | [ 64 ] |
| 2021 | Harry Styles             | Love On Tour                         | 0,67 millió    | Pollstar  | Nem                                     | [ 65 ] |
| 2022 | Coldplay                 | Music of the Spheres World Tour      | 3,80 millió    | Pollstar  | Igen                                    | [ 66 ] |
| 2023 | Taylor Swift             | The Eras Tour                        | 4,35 millió    | Pollstar  | Igen                                    | [ 67 ] |
| 2024 | Taylor Swift             | The Eras Tour                        | 5,21 millió    | Pollstar  | Igen                                    | [ 6 ]  |

## Legkelendőbb turnék

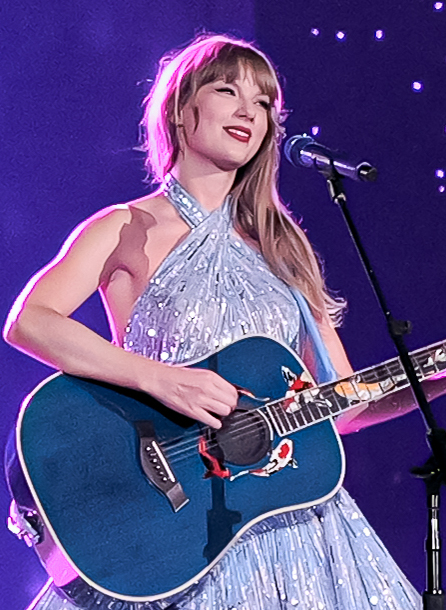
Taylor Swift a The Eras Touron, minden idők legkelendőbb turnéján, amelyre 2,4 millió jegy kelt el egyetlen nap alatt

| * | A legkelendőbb turné korábbi rekordere |

| Év   | Előadó          | Turné                               | Eladott jegyek | Megjegyzés                      | Ref.   |
| ---- | --------------- | ----------------------------------- | -------------- | ------------------------------- | ------ |
| 2023 | Taylor Swift    | The Eras Tour                       | 2,4 millió     | Első észak-amerikai szakasz     | [ 68 ] |
| 2005 | Robbie Williams | Close Encounters Tour*              | 1,6 millió     |                                 | [ 69 ] |
| 2024 | AC/DC           | Power Up Tour                       | 1,5 millió     |                                 | [ 70 ] |
| 2022 | Coldplay        | Music of the Spheres World Tour     | 1,4 millió     | Második európai szakasz         | [ 71 ] |
| 2010 | Take That       | Progress Live                       | 1,3 millió     |                                 | [ 72 ] |
| 2017 | U2              | The Joshua Tree Tour 2017           | 1,1 millió     |                                 | [ 73 ] |
| 2016 | Guns N’ Roses   | Not in This Lifetime... Tour        | 1,1 millió     |                                 | [ 74 ] |
| 2000 | ’N Sync         | No Strings Attached Tour*           | 1 millió       |                                 | [ 75 ] |
| 2016 | Bruno Mars      | 24K Magic World Tour                | 1 millió       |                                 | [ 76 ] |
| 2021 | Coldplay        | Music of the Spheres World Tour     | 1 millió       | Első európai szakasz            | [ 77 ] |
| 2024 | Shakira         | Las Mujeres Ya No Lloran World Tour | 0,9 millió     | Első latin-amerikai szakasz     | [ 78 ] |
| 2024 | Coldplay        | Music of the Spheres World Tour     | 0,8 millió     | Harmadik brit szakasz           | [ 79 ] |
| 2023 | RBD             | Soy Rebelde Tour                    | 0,8 millió     |                                 | [ 80 ] |
| 2024 | Coldplay        | Music of the Spheres World Tour     | 0,7 millió     | Harmadik észak-amerikai szakasz | [ 81 ] |
| 2017 | Ed Sheeran      | ÷ Tour                              | 0,7 millió     | Óceániai szakasz                | [ 82 ] |
| 2023 | Madonna         | The Celebration Tour                | 0,6 millió     |                                 | [ 83 ] |
| 2009 | AC/DC           | Black Ice World Tour                | 0,5 millió     |                                 | [ 84 ] |

## Lásd még
- A legjövedelmezőbb turnék listája
- A legjövedelmezőbb női turnék listája
- A leglátogatottabb koncertek listája